# 크리스털 캐슬스

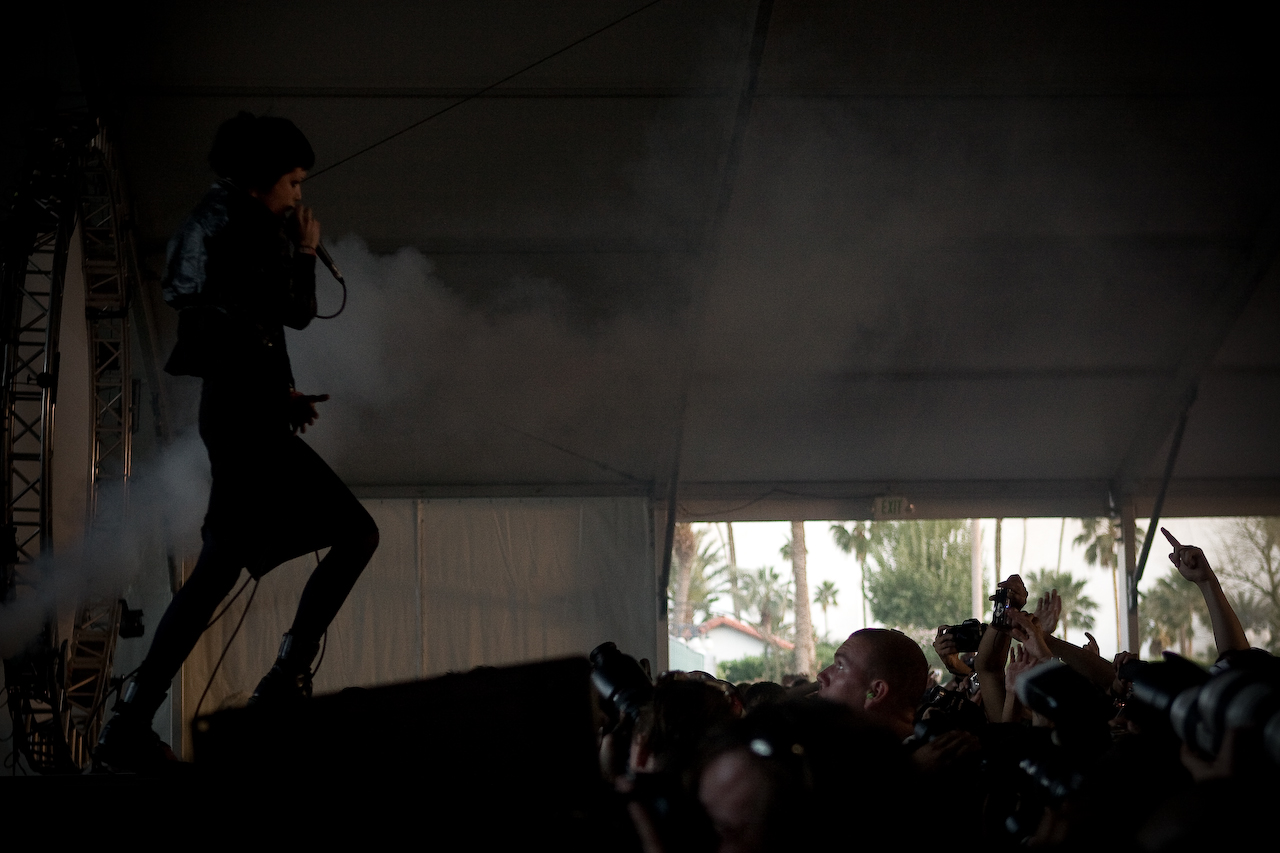
Crystal Castles 2009

크리스털 캐슬스(Crystal Castles)는 2004년에 결성 된 캐나다 온타리오주 토론토 출신의 익스페리멘탈, 일렉트로닉 밴드로, 프로듀서인 이선 캐스, 작사가이자 보컬인 앨리스 글래스로 구성되어 있다. 크리스털 캐슬스는 파격적인 라이브 공연을 하기로 유명하다.
2006년, 크리스털 캐슬스는 레코드 판으로 그들의 첫 싱글 앨범이자 [EP]] 앨범인 Alice Practice 500장 한정으로 발매한다. 이는 3일만에 매진 되었다. 그들의 데뷔 앨범인 Crystal Castles는 2008년 NME에서 "최근 십년간 나온 최고의 앨범 100장" 을 발표하는데, 그 중 39위를 차지하기도 한다.
2010년, 그들은 그들의 두 번째 앨범인 (II) (별칭, Crystal Castles)를 그들의 첫 번째 스튜디오 EP 앨범인 Celestica/Doe Deer를 발매한 뒤 발표한다고 했다. 이 앨범은 그들이 첫 번째로 빌보드 핫 100 차트에 오르게 해주며, 싱글 Not In Love (피쳐링, 밴드 큐어의 멤버인 로버트 스미스)는 2010년 전 세계 많은 음악 차트에 오르게 된다.
2012년 11월 12일, 크리스털 캐슬스는 그들의 세 번째 앨범인 (III)과 함께 싱글 "Plague", "Wrath of God", "Sad Eyes", "Affection"을 발매한다.
2014년 10월 8일, 앨리스가 페이스북을 통해 크리스털 캐슬스를 떠난다고 발표했다.

## 밴드 역사

### 결성과 데뷔앨범
이선 캐스는 앨리스 글래스가 15살일 때 토론토에서 만나게 된다. 캐스는 앨리스가 그녀의 펑크 밴드 인 "Fetus Fatale"에서 노래하는 것을 보고 그는 자신이 "숨겨진 시인" 을 찾은 것만 같았다고 말했다. 캐스는 앨리스에게 자신이 2003년부터 작업해오던 앨범에서 노래해줄 수 있냐고 물었다. 그후 그녀는 5곡의 가사를 쓴 후 캐스에개 찾아가 비공개 적으로 녹음을 시작한다. 그 후 2005년 캐스는 완성본들 을 인터넷에 자신들의 밴드이름인 "Crystal Castles" 와 같이 업로드 하기 시작했다. 2005년 노래 Magic Spells, Untrust Us 그리고 Alice Practice는 인터넷을 타고 유명해지기 시작한다. 그리고 캐스는 많은 음반회사 들 에게 러브콜 을 받기 시작했다. 특히 앨리스는 Alice Practice를 녹음한 뒤 캐스와 연락하지 않았고 그가 음악들을 가지고 있는지 도 몰랐기 때문에 더욱 놀라게 됐다고 말했다. 2006년 Alice Practice는 그들의 첫 번째 오피셜 한정 레코드판으로 출시됐다. 그리고 이 앨범은 2008년 NME에서 최근 십년간 나온 최고의 앨범 100장 을 발표하는데, 그 중 39위를 차지하기도 한다.

### 앨범 Crystal Castles (II) 와 (III)
크리스탈 캐슬스의 2번째 앨범인 (II)(별칭,Crystal Castles)는 2010년 5월 24일에 발매되었다. 2010년 4월, 앨범의 초본이 유출되면서 그들의 레이블은 예정 발매일 (2010년 6월) 보다 조금 빠르게 발매하기로 한다. 이 앨범은 안정적으로 영국 음악차트 48위 에 오르고, 미국 음악차트 188위, 호주 음악차트에서 25위를 기록한다.
세 번째 앨범 트랙중 하나인 싱글 앨범 Not In Love(피쳐링, 밴드 큐어 의 멤버인 로버트 스미스) 은 여러나라 음악 차트 에 오르며 현재까지 크리스털 캐슬스의 최고성적을 기록한다. 크리스털 캐슬스는 2011년 Shockwaves NME 어워드 투어에서 메인공연 을 장식한다.
2012년 4월, 크리스털 캐슬스는 그들의 3번째 앨범 녹음을 위해 바르샤바, 폴란드로 간다고 발표했다. 2012년 6월4일,크리스털 캐슬스는 자신들이 2012년 Parklife 페스티벌에서 아직 비발매된 곧 나올 노래를 불렀던 퍼포밍 동영상을 유투브에 개시한다. 몇주후 그들은 그 노래의 제목이 "Plague" 이고 그후 7월 25일그들의 사운드 클라우드 페이지에 음악을 업로드 하며 싱글앨범으로 발매된다. 9월 26일, 밴드는 그들의 두 번째 싱글앨범 인 "Wrath of God" 을 발매한다.같은날 밴드는 11월 5일날 발표예정 이였던 3번째앨범 발매일이 11월 12일 로 늦혀졌다고 말했다. 10월 9일. 밴드는 공식 트랙을 그들의 페이스북에 발표한다. 앨범은 발매예정일 보다 5일전인 11월 7일날 아이튠즈에 올라온다. 앨범의 세 번째 싱글인 "Affection" 은 2012년 10월 31일일에 발매된다.

## 멤버
- 이선 캐스 - 프로듀싱 (2003–현재)
- 앨리스 글래스 - 작사,보컬(2004–2014)

### 라이브 멤버
Christopher Chartrand - 드럼, (2006,2008-현재)